# Axel Karner
Axel Karner (* 18. Mai 1955 in Zlan, Kärnten) ist ein österreichischer Schriftsteller.

## Leben und Werk
Karner studierte evangelische Theologie, Theaterwissenschaft, Psychologie und Religionspädagogik. Von 1987 bis 1988 leistete er Zivildienst im Evangelischen Krankenhaus Wien. Von 1994 bis 2001 war er Redakteur der Zeitschrift Das Wort. Österreichische Zeitschrift für evangelischen Religionsunterricht. Seit 1974 lebt er als Autor und Lehrer für Evangelische Religion, Soziales Lernen und Darstellendes Spiel in Wien.
Er ist Mitglied des Internationalen Dialektinstituts (IDI), der Österreichische DialektautorInnen/Archive (ÖDA), der Grazer Autorinnen Autorenversammlung (GAV), des Literaturkreis Podium und des Österreichischen Schriftsteller/innenverbands.
Karner verfasst Gedichte und Kriminal-Kurzgeschichten in Dialekt und Schriftsprache, wobei er Dialekt als authentische Sprachform gegenüber der „Mundart“ mit ihren traditionalistischen Konnotationen scharf abgrenzt.

## Auszeichnungen
- 1979: Literaturförderstipendium Land Kärnten
- 2002: BEWAG-Literaturpreis (3. Platz)
- 2004: Buchprämie BKA-Kultur für schottntreiba
- 2005: BEWAG-Literaturpreis
- 2009: Kärntner Lyrikpreis (2. Platz)
- 2011: Kärntner Lyrikpreis (Preis des Landes Kärnten)
- 2020: Literaturfinalisierungsstipendium Land Kärnten
- 2022: Humbert-Fink-Literaturpreis der Stadt Klagenfurt[1]
- 2023: Literaturfinalisierungsstipendium Land Kärnten

## Werke
- A meada is aa lei a mensch. Gedichte. Alekto Verlag, Klagenfurt 1991, ISBN 3-900743-67-3.
- A ongnoglts kind. Gedichte. Alekto Verlag, Klagenfurt 1995, ISBN 3-900743-12-6.
- Georg Schurl. Mörder. Kriminalgeschichten. Alekto Verlag, Klagenfurt 1997, ISBN 3-900743-97-5.
- Kreuz. Gedichte. Mit Scherenschnitten von Jo Kuehn. Bibliothek der Provinz, Weitra 2003, ISBN 3-85252-455-5.
- schottntreiba. Gedichte. Bibliothek der Provinz, Weitra 2004, ISBN 3-85252-568-3.
- Vom ersten Durchblick des Gewebes am zehnten November und danach. Kriminalgeschichten.  Bibliothek der Provinz, Weitra 2007, ISBN 978-3-85252-796-3.
- Die Stacheln des Rosenkranzes. Lissabonner Gedichte. Wieser Verlag, Klagenfurt/Celovec 2007, ISBN 978-3-85129-708-9.
- Chanson Grillée. Gedichte. Illustrationen von Anne Seifert. Wieser Verlag, Klagenfurt/Celovec 2010, ISBN 978-3-85129-900-7.
- Der rosarote Balkon. Wieser Verlag, Klagenfurt/Celovec 2012, ISBN 978-3-99029-033-0.
- Der weiße Zorn. Wieser Verlag, Klagenfurt/Celovec 2015, ISBN 978-3-99029-162-7.
- Ausgewählte Gedichte. Podium Verlag, Wien 2015, ISBN 978-3-902886-21-7.
- Die Zunge getrocknet. Jezik posušen. Fünf Gedichte in vier Sprachen und eine Nulllinie. Zeichnungen Wilhelm Dabringer. Slowenisch von Ivana Kampuš. Wieser Verlag, Klagenfurt/Celovec 2019, ISBN 978-3-99029-342-3.
- in adern dünn brach licht. Wieser Verlag, Klagenfurt/Celovec 2020, ISBN 978-3-99029-428-4.
- popanz. Lyrik. Wieser Verlag, Klagenfurt/Celovec 2024, ISBN 978-3-99029-642-4.

## Herausgeberschaft
- Bernhard C. Bünker: Wos ibableibt. Dialektgedichte. Herausgegeben und mit Begleittexten von Manfred Chobot und Axel Karner. Verlag Johannes Heyn, Klagenfurt/Celovec 2018. ISBN 978-3-7084-0620-6.
- Bernhard C. Bünker: Olle im Doaf. Erzählungen, Satiren und Gedichte. Herausgegeben von Manfred Chobot und Axel Karner. Verlag Johannes Heyn, Klagenfurt/Celovec 2020. ISBN 978-3-7084-0645-9.

## Aufsätze
- Und kimmt da schwoaze Vogl hea/dem wüll i mi eagebn. Bernhard C. Bünkers Poesie im Spiegel von Vor- und Nachworten. In: Morgenschtean 66‒67/2020. S. 4‒7;
- Wer mitspielt, macht sich mitschuldig und mit dem Heraushalten ist´s nicht mehr getan. Neue österreichische Dialektliteratur am Beispiel Bernhard C. Bünker. In: Klaus Amann, Doris Moser (Hgg), literatur/a. Jahrbuch 2011. Ritter Verlag, Klagenfurt 2011. S. 107‒116;